# ホスホパントテノイルシステインデカルボキシラーゼ
ホスホパントテノイルシステインデカルボキシラーゼ(Phosphopantothenoylcysteine decarboxylase、EC 4.1.1.36)は、以下の化学反応を触媒する酵素である。
N-[(R)-4'-ホスホパントテノイル]-L-システイン{\displaystyle \rightleftharpoons } パントテイン-4'-リン酸 + CO2
従って、この酵素の基質は、ホスホパントテノイルシステインのみ、生成物は、パントテイン-4'-リン酸と二酸化炭素の2つである。
この酵素はリアーゼ、特に炭素-炭素結合を切断するカルボキシリアーゼに分類される。系統名は、N-[(R)-4'-ホスホパントテノイル]-L-システイン カルボキシリアーゼ (パントテイン-4'-リン酸形成)(N-[(R)-4'-phosphopantothenoyl]-L-cysteine carboxy-lyase (pantotheine-4'-phosphate-forming))である。他に、4-phosphopantotheoylcysteine decarboxylase、4-phosphopantothenoyl-L-cysteine decarboxylase、PPC-decarboxylase、N-[(R)-4'-phosphopantothenoyl]-L-cysteine carboxy-lyaseとも呼ばれる。この酵素は、パントテン酸及び補酵素Aの生合成に関与している。

## 構造
2007年末時点で、3つの構造が解明されている。蛋白質構造データバンクのコードは、1MVL、1MVN、1QZUである。